# Église de la Nativité-de-la-Sainte-Vierge de Villers-Campsart
L'église de la Nativité-de-la-Sainte-Vierge de Villers-Campsart est située sur le territoire de la commune de Villers-Campsart, dans le sud-ouest du département de la Somme, au sud-ouest d'Amiens.

## Historique
La construction de l'église de Villers-Campsart remonte au XVIe siècle. Elle est protégée au titre des monuments historiques depuis son inscription par arrêté du 19 février 1926.

## Caractéristiques
Construit en brique, l’édifice est de style gothique flamboyant.
L'église conserve un retable de Marie-Madeleine en bois polychrome qui provient de l'ancienne chapelle du château. Marie-Madeleine est couchée au milieu des rochers et tient un livre dans la main gauche. Dans le paysage boisé, se dresse un château-fort dont on peut voir les tours dépassant des murailles. La tradition orale rapporte que ce paysage représenterait la forêt et le château-fort d’Arguel. À gauche, le petit personnage, agenouillé sur un prie-dieu armorié, est Jean de la Rivière, le seigneur du lieu. À droite dans la même position, se trouve Marie de Benserade, la châtelaine. Sur la banderole au dessus de Marie-Madeleine est inscrit en lettres gothiques cette exhortation : « Vous qui péchez, ne désespérez point ».
Sur la poutre de gloire, le Christ en bois est accompagné de Marie et de Jean. Le visage assez expressif ne dégage pas de souffrances. Les bras s’élèvent au-dessus de la tête et se rapprochent de la verticale. Le visage est penché sur l’épaule droite. L’ensemble exprime la douceur et l’amour que Jésus porte aux hommes. À ses côtés, la Vierge Marie drapée dans une robe à plis est recouverte d’un grand manteau qui laisse voir ses mains jointes tandis que son visage est abrité par une grande coiffe. Quant à saint Jean, il porte une robe longue qui enserre la taille. La tête aux cheveux ondulés est tournée vers le Christ.
L'église conserve en outre : une statue de la Vierge à l'Enfant, une statue assise de sainte Barbe, une statue assise en bois de la Vierge à l'Enfant, un groupe sculpté en bois de la Vierge de Pitié, un bas-relief en pierre représentant la Descente de croix.

## Photos

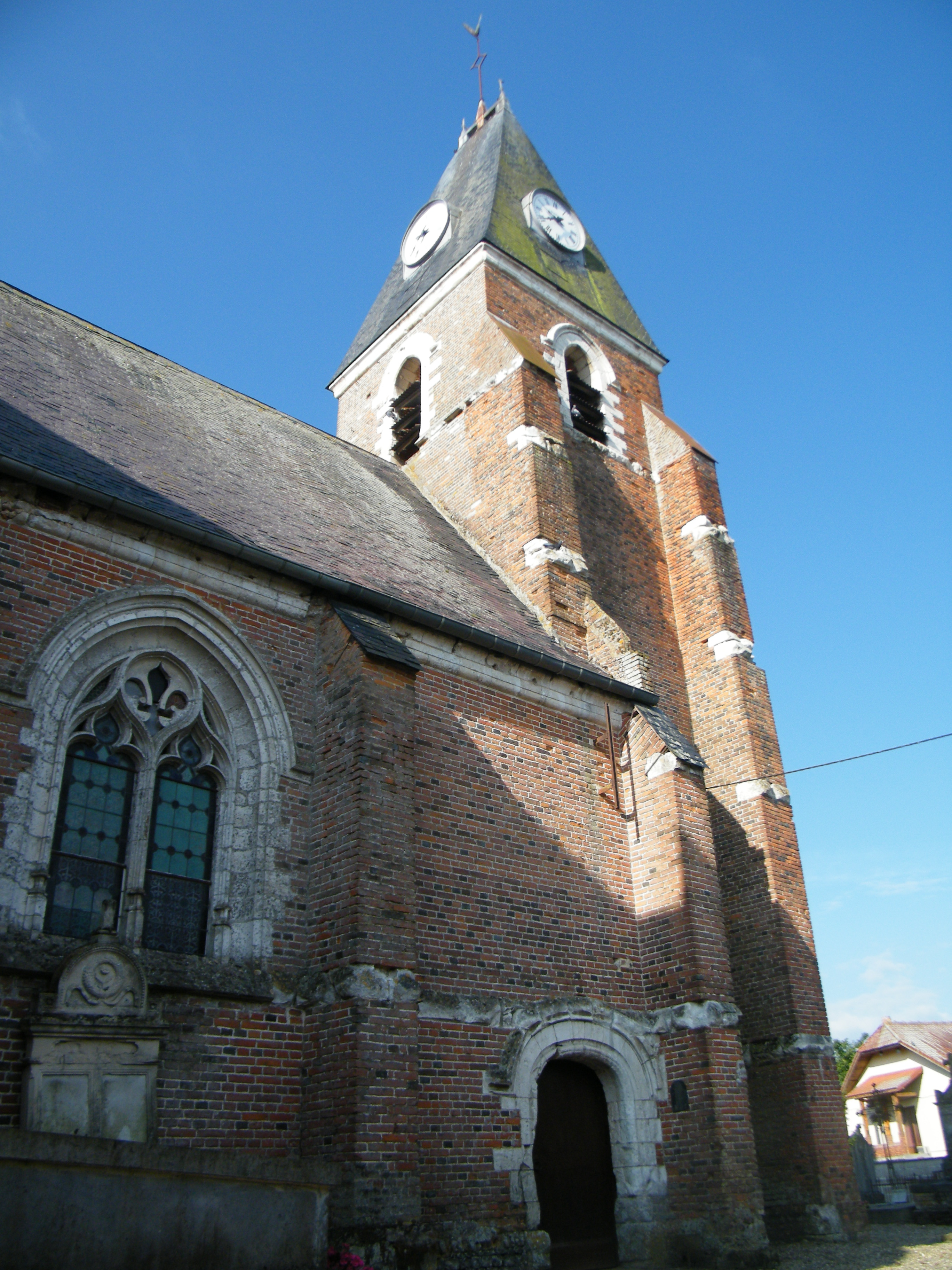
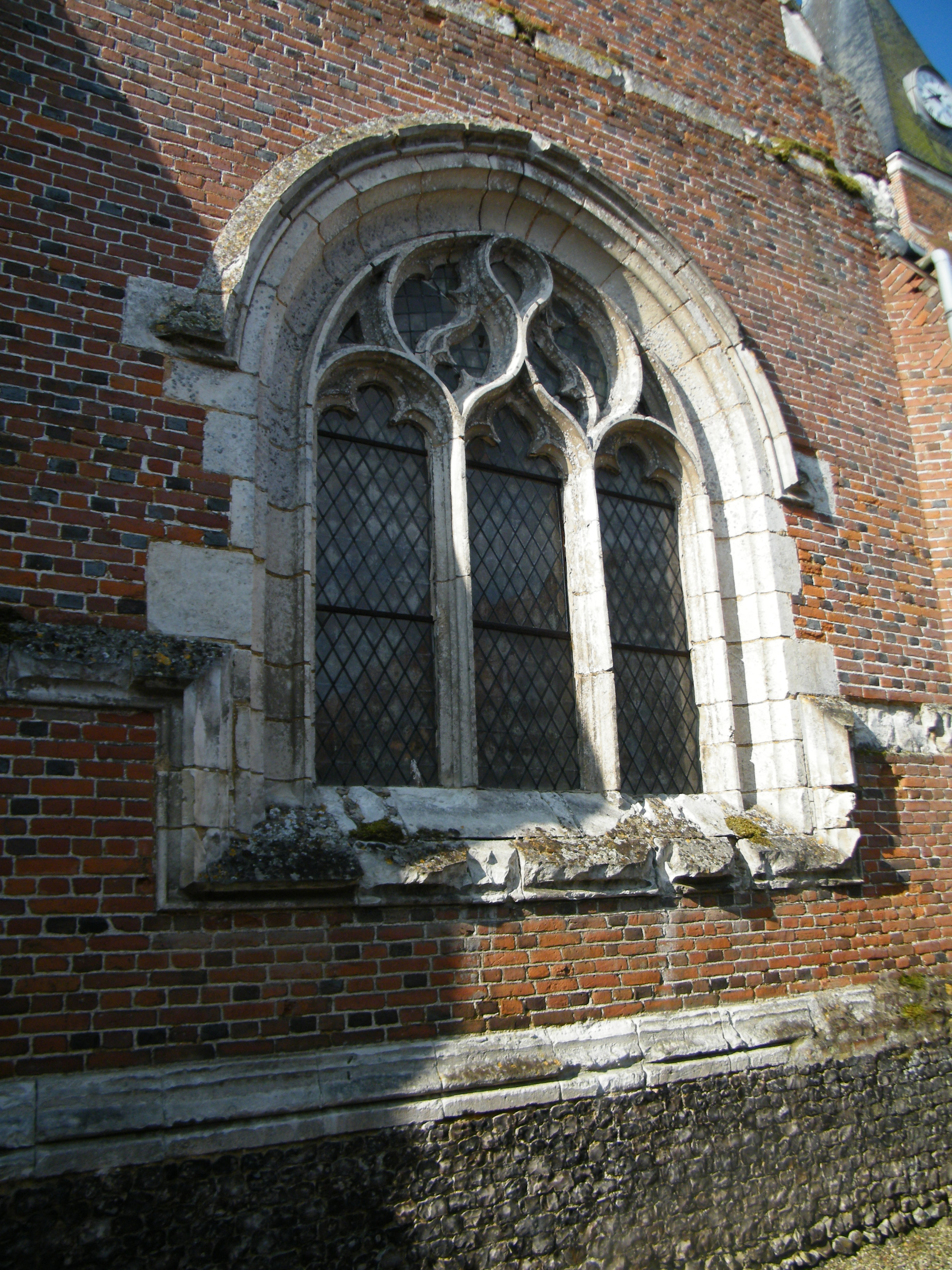
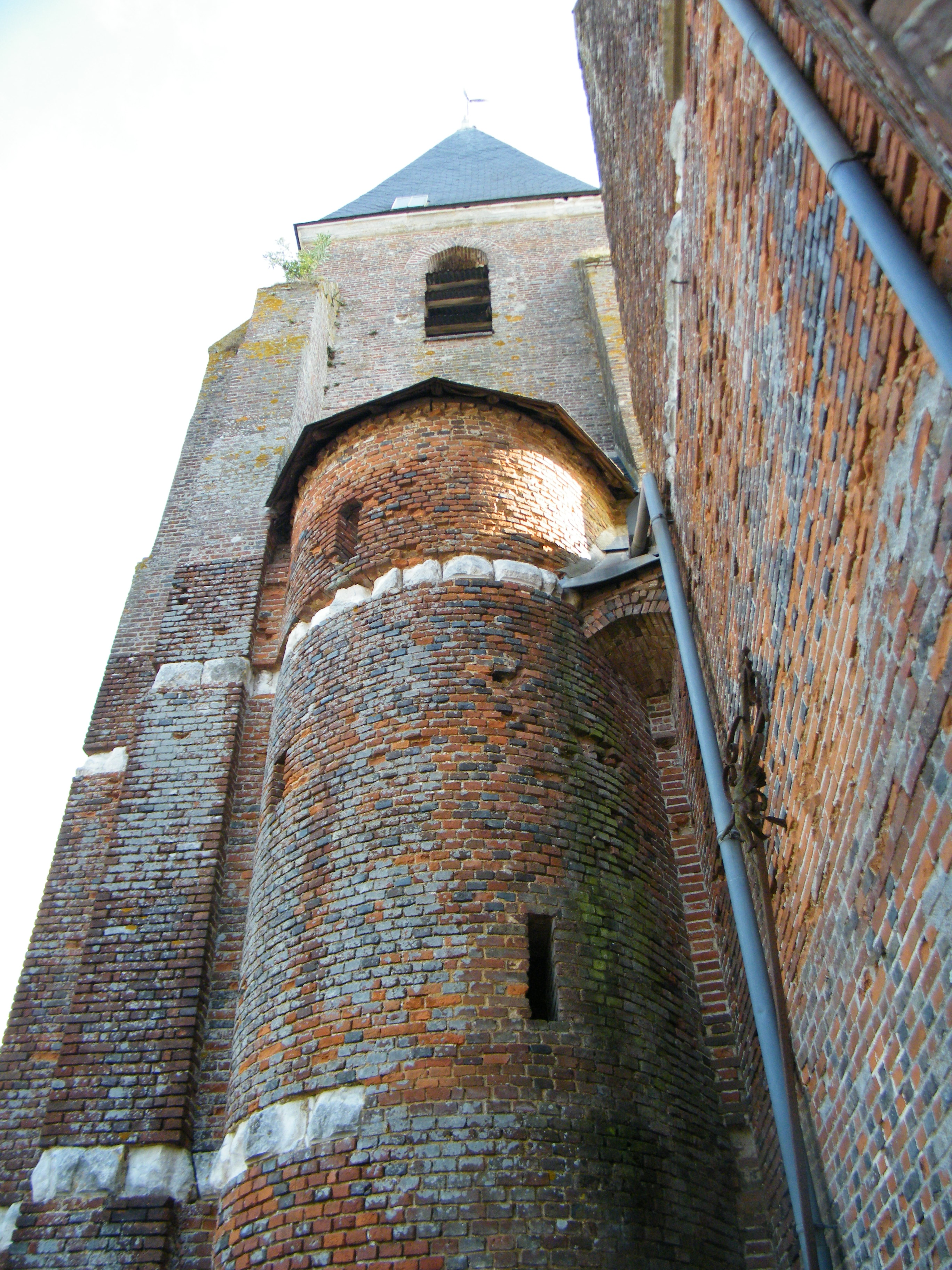